# Edmund Hartnack

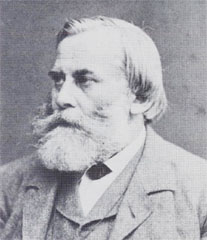
Edmund Hartnack

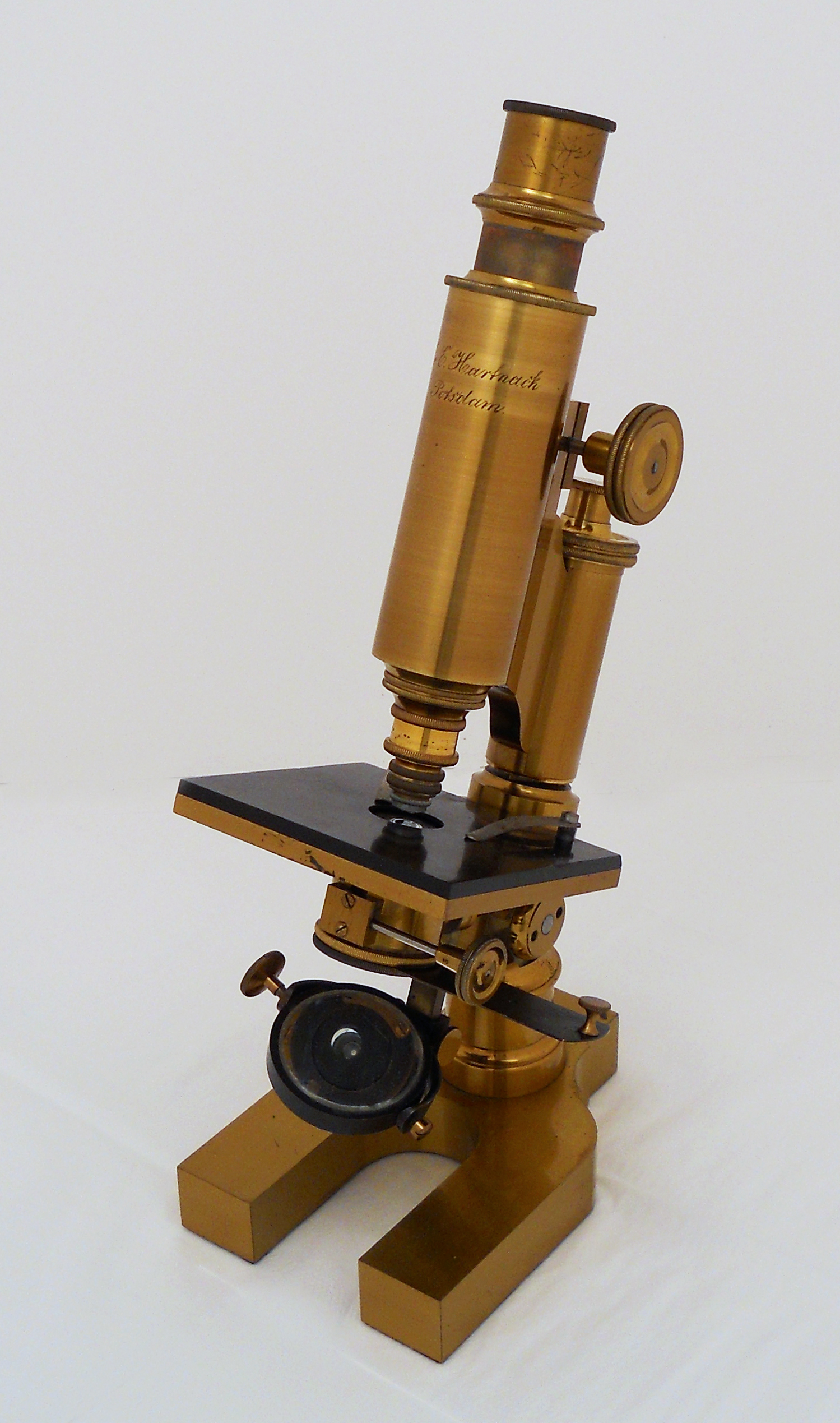
Mikroskop von Hartnack aus der Potsdamer Zeit

Friedrich Edmund Hartnack (* 9. April 1826 in Templin (Uckermark); † 9. Februar 1891 in Potsdam) war ein deutscher Optiker.

## Leben
Edmund Hartnack erlernte von 1842 bis 1847 das Mechanikergewerbe bei Wilhelm Hirschmann (1780–1847) in Berlin und arbeitete seit 1847 in Paris bei Heinrich Daniel Rühmkorff und später bei Georg Oberhäuser, der Mikroskope von hoher Qualität fertigte. Hartnack wurde 1854 Teilhaber von Oberhäuser, übernahm 1860 dessen Geschäft und produzierte nun unter eigenem Namen. 1864 stellte er den Astronomen und Mathematiker Adam Prażmowski ein, den er 1865 zum mechanischen Direktor der Werkstatt machte. Wegen des Deutsch-Französischen Kriegs musste Hartnack Paris 1870 verlassen. Er gründete eine neue Werkstatt in Potsdam, während Prażmowski die Geschäfte in Paris weiter führte. 1879 verkaufte Hartnack ihm die Pariser Werkstatt.
Hartnack hat sich durch seine Instrumente wesentliche Verdienste um die Mikroskopie erworben. So vervollkommnete er das von Oberhäuser eingeführte Hufeisenstativ, und es gelang ihm, das von Giovanni Battista Amici erfundene Immersionssystem durch Einführung eines Korrekturrings marktfähig zu machen. Bei Immersionsmikroskopen liegt zwischen Objektträger und Linse ein dünner Wasser- oder Ölfilm, wodurch die Auflösung erheblich gesteigert wird. Er verbesserte mit Prażmowski das nicolsche Prisma (Hartnack-Prażmowski-Prisma) und konstruierte einen eigenen Beleuchtungsapparat. Mit Mikroskopen von Hartnack arbeitete unter anderem der Bakteriologe Robert Koch.
Hartnack wurde von der medizinischen Fakultät der Universität Bonn honoris causa zum Doktor ernannt und erhielt 1882 von der preußischen Regierung den Professortitel.
Hartnack war verheiratet mit Oberhäusers Nichte Johanna Maria Louise Kleinod.